# Национальная библиотека и архив Египта
Национальная библиотека и архив Египта (араб. دار الكتب والوثائق القومية‎) — национальная библиотека и архив. Расположена в Каире и является крупнейшей библиотекой в Египте, опережая Университет аль-Азхар и Новую Александрийскую библиотеку. Является некоммерческой правительственной организацией.

## Содержание
В фонде библиотеки и архива содержится несколько миллионов томов различной тематики, включая старинные арабоязычные и другие восточные рукописи.
В библиотеке также имеется большая коллекция средневековых арабских монет, самые ранние из которых датируются 696 годом нашей эры.

## Взрыв в 2014 году

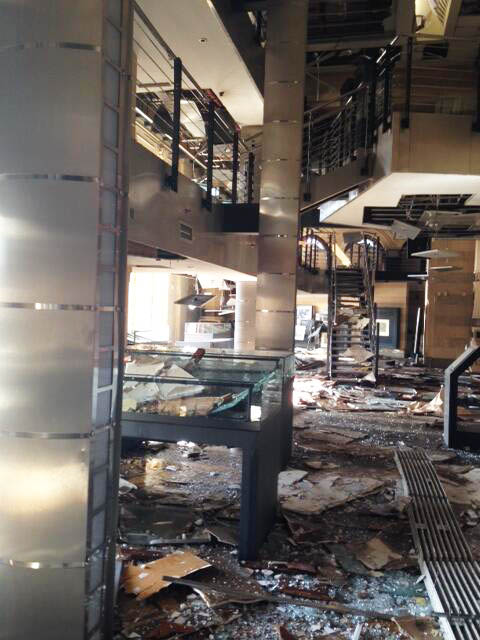
Ущерб, нанесённый музейной экспозиции после взрыва автомобиля в 2014 году

24 января 2014 года взрыв заминированной машины нанёс библиотеке значительный ущерб. Целью взрыва было полицейское управление Каира, расположенное на другой стороне улицы, но библиотека также пострадала.
По подсчётам главы библиотеки, стоимость ремонта составит минимум 50 миллионов египетских фунтов. Пострадали древние папирусы, были разрушены системы освещения, вентиляции и сильно поврежден фасад здания, являющегося образцом исламской архитектуры.